# Trpimir
Trpimir (knez) regeerde over het door in een van zijn handvesten genoemde hertogdom Kroatië van 845 tot 864. Hij was de stichter van de Trpimirović-dynastie.

## Bewijzen van bestaan
In een ander nog bestaand handvest uitgegeven door Trpimir in het Latijn, doneert hij de kerk van Sint Joris aan de bisschop van Nin. Het document is gedateerd op 4 maart 852. In het document wordt Trpimir hertog van Kroatië genoemd (dux Chroatorum). Zijn rijk draagt de naam Koninkrijk der Kroaten (regnum Chroatorum).
De theoloog Godschalk van Orbais verbleef tussen 846 en 848 aan het hof van Trpimir.  Zijn Tractatus de trina Deitate vormt een belangrijke bron van informatie over Trpimir's regeerperiode.

## Kinderen
Het is bekend dat Trpimir drie zonen had: 
- Petar (gestorven rond 852)
- Zdeslav
- Muncimir